# Cirsium schimperi
Cirsium schimperi là một loài thực vật có hoa trong họ Cúc. Loài này được (Vatke) C.Jeffrey ex Cufod. mô tả khoa học đầu tiên năm 1967.